# 三堂镇
三堂镇，是中华人民共和国安徽省阜阳市太和县下辖的一个乡镇级行政单位。

## 行政区划
三堂镇下辖以下地区：
三堂村、站东村、站西村、洪河村、镇东村、向阳村、玉皇村、康庄村和赵寺村。

## 交通
- 京九铁路：三堂集站